# Liste der Biografien/Rej
Liste der Biografien |
Portal Biografien |
Personensuche
# |
A |
B |
C |
D |
E |
F |
G |
H |
I |
J |
K |
L |
M |
N |
O |
P |
Q |
R |
S |
T |
U |
V |
W |
X |
Y |
Z |
?
 
Ra |
Rb |
Rd |
Re |
Rh |
Ri |
Rj |
Rk |
Rl |
Rm |
Rn |
Ro |
Rr |
Rs |
Rt |
Ru |
Rv |
Rw |
Rx |
Ry |
Rz
 
Rea |
Reb |
Rec |
Red |
Ree |
Ref |
Reg |
Reh |
Rei |
Rej |
Rek |
Rel |
Rem |
Ren |
Reo |
Rep |
Req |
Rer |
Res |
Ret |
Reu |
Rev |
Rew |
Rex |
Rey |
Rez
Die Liste der Biografien führt alle Personen auf, die in der deutschsprachigen Wikipedia einen Artikel haben. Dieses ist eine Teilliste mit 27 Einträgen von Personen, deren Namen mit den Buchstaben „Rej“ beginnt.

## Rej
- Rej, Mia (* 1990), dänische Handballspielerin
- Rej, Mikołaj (1505–1569), polnischer Dichter

### Reja
- Reja, Edoardo (* 1945), italienischer Fußballspieler und -trainer
- Réjane (1856–1920), französische Schauspielerin

### Rejc
- Rejchtman Vinciguerra, William (* 2007), schwedischer Tennisspieler
- Rejchtman, Grzegorz (* 1970), schwedischer Spieleautor

### Reje
- Rejek, Markus (* 1968), deutscher Fußballfunktionär
- Rejepow, Akmyrat († 2017), turkmenischer Generalleutnant, Sicherheitschef des Präsidenten von Turkmenistan
- Rejepow, Guwanç (* 1982), turkmenischer Fußballspieler
- Rejepow, Rejepbaý (* 1992), turkmenischer Gewichtheber
- Rejepowa, Maýsa (* 1993), turkmenische Sprinterin
- Rejewski, Marian (1905–1980), polnischer Mathematiker und KryptologeMarian Rejewski (1905–1980)

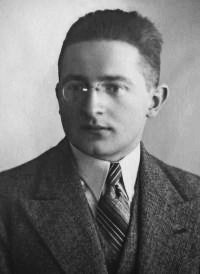
Marian Rejewski (1905–1980)

### Rejf
- Rejfíř, Josef (1909–1962), tschechoslowakischer Schachspieler

### Reji
- Reji, Aleena (* 1999), indische Radsportlerin

### Rejl
- Rejlander, Oscar Gustave (1813–1875), schwedisch-britischer Pionier der künstlerischen Fotografie im Viktorianischen Zeitalter

### Rejm
- Rejman, Sebastian (* 1978), finnischer Sänger, Schauspieler und Moderator
- Rejmer, Małgorzata (* 1985), polnische Schriftstellerin und Reporterin

### Rejo
- Rejon Huchin, Alejandro (* 1997), mexikanischer Dichter, Kulturmanager und Journalist
- Rejón, Juan († 1481), Eroberer

### Rejs
- Rejsek, Matthias († 1506), tschechischer Architekt der Gotik
- Rejslin, Ihor (* 1984), ukrainischer Degenfechter

### Rejt
- Rejto, Gabor (1916–1987), US-amerikanischer Cellist und Musikpädagoge
- Rejtő, Jenő (1905–1943), ungarischer Schriftsteller
- Rejto, Peter, US-amerikanischer Cellist und Musikpädagoge

### Rejw
- Rejwan, Michelle (* 1982), US-amerikanische Filmproduzentin

### Rejz
- Rejzner, Kasia (* 1985), polnische Physikerin, Mathematikerin und Hochschullehrerin
- Rejzovic, Aida (* 1987), schwedische Volleyballspielerin